# Montezumia infernalis
Montezumia infernalis är en stekelart som först beskrevs av Spinosa 1851.  Montezumia infernalis ingår i släktet Montezumia och familjen Eumenidae. Inga underarter finns listade i Catalogue of Life.